# Heinz van Haaren
Heinz van Haaren (Marl, 3 juni 1940) is een Nederlands voormalig voetballer die doorgaans als aanvallende middenvelder of aanvaller speelde.
Van Haaren begon zijn loopbaan in de jeugd bij VfL Drewer en SpVg Marl. Vanaf 1960 speelde hij in de Oberliga West bij TSV Marl-Hüls. Van 1964 tot 1968 speelde hij in de Bundesliga voor Meidericher SV dat in 1967 van naam veranderde in MSV Duisburg. Hierna ging hij naar Schalke '04 waarmee hij de DFB-Pokal won en tweemaal tweede werd in het kampioenschap. Met Schalke bereikte hij in het seizoen 1969/70 de halve finale van de Europacup II.
In 1971 was Van Haaren een van de twaalf Schalke-spelers die gestraft werden in het Bundesliga schandaal waarbij Rot-Weiß Oberhausen en Arminia Bielefeld door wedstrijdmanipulatie degradatie probeerden te ontlopen. De wedstrijd van 7 april 1971 Schalke - Bielefeld met uitslag 0–1 was de aanleiding voor zijn schorsing van één jaar. Met ploeggenoot Reinhard Libuda ging hij in het seizoen 1972/73 in Frankrijk in de Ligue 1 te spelen bij RC Strasbourg.
Van Haaren keerde terug naar Duitsland maar kon vanwege een schorsing van twee jaar niet meer spelen. Hij was in het seizoen 1977/78 trainer in de jeugd bij Schalke waarmee hij landskampioen werd met de B-jeugd. 
Hoewel hij nooit in Nederland woonde en de taal niet sprak, had hij wel de Nederlandse nationaliteit. Zijn Nederlandse grootouders van zijn vaders kant waren in Duitsland gaan wonen en de Nederlandse nationaliteit bleef een familietraditie. Eind jaren 1960 was hij in beeld voor het Nederlands elftal maar de Duitse bondscoach van Nederland Georg Kessler selecteerde hem niet. De West-Duitse bondtrainer Helmut Schön gaf aan dat hij Van Haaren wel geselecteerd zou hebben als die beschikbaar geweest was voor Duitsland. Hij kwam in 1975 wel uit voor team West-Duitsland in de Mini-voetbalshow. Na het voetbal was Van Haaren werkzaam als fysiotherapeut.
Van Haaren was met 249 wedstrijden lang de Nederlandse speler met de meeste wedstrijden in de Bundesliga. Op 15 maart 2025 speelde Jeffrey Gouweleeuw zijn 250ste wedstrijd in de Bundesliga voor FC Augsburg en passeerde hem daarmee.
- Gemeinsame Normdatei: 1201771498
- Virtual International Authority File: 6295157704215144440002